# Гульбрандсен, Андреас
Андреас Гульбрандсен (норв. Andreas Gulbrandsen; 29 июля 1906, Мосс — 3 декабря 1989) — норвежский шахматист. Является 
чемпион Норвегии 1931 г.
В составе сборной Норвегии участник одной неофициальной (1936 г.) и двух официальных шахматных олимпиад (1931 и 1937 гг.), международного матча со сборной Дании (1947 г.).

## Биография
Вступил в шахматный клуб родного города Мосс в возрасте 15 лет. К этому времени он успел изучить учебник Людвига и Густафа Коллийнов «Lärobok i schack». Быстро выдвинулся в число лидеров клубных соревнований. Был известен в Норвегии как игрок вслепую. В начале 1930-х гг. дал сеанс одновременной игры вслепую на 12 досках (+7-3=2). Много раз был чемпионом шахматного клуба города Мосс (последний раз — в 1977 г.). Завершил выступления в 1978 г.

## Спортивные результаты
| Год  | Город     | Соревнование                                                    | + | −  | = | Результат | Место |
| ---- | --------- | --------------------------------------------------------------- | - | -- | - | --------- | ----- |
| 1931 | Ставангер | Чемпионат Норвегии                                              |   |    |   |           | 1     |
|      | Прага     | IV Олимпиада (сборная Норвегии, запасной)                       | 2 | 10 | 1 | 2½ из 13  |       |
| 1936 | Мюнхен    | Неофициальная шахматная олимпиада (сборная Норвегии, 5-я доска) | 6 | 7  | 4 | 8 из 17   |       |
| 1937 | Стокгольм | VII Олимпиада (сборная Норвегии, 3-я доска)                     | 3 | 10 | 2 | 4 из 15   |       |
| 1947 | Осло      | Матч Норвегия — Дания (против М. Купферштиха)                   | 1 | 0  | 1 | 1½ из 2   |       |

## Книга
- Tårnet i sjakk. Damm & Søn, Oslo 1947.